# Atrybucja stabilna
Atrybucja stabilna – rodzaj atrybucji w psychologii zakładający, że przyczyna zdarzenia nie ulega znaczniejszym zmianom w czasie (np. czyjaś inteligencja) w przeciwieństwie do czynników, które są niestabilne w czasie (np. jednorazowy wysiłek).